# سیارک ۵۸۲۱
سیارک ۵۸۲۱ (به انگلیسی: 5821 Yukiomaeda، نامگذاری:1989VV) پنج هزار و هشتصد و بیست و یکمین سیارک کشف شده‌است که در ۴ نوامبر ۱۹۸۹ کشف شد.